# 勇 (小惑星)
勇（いさむ、6878 Isamu）は小惑星帯にある小惑星。北海道の円舘金と渡辺和郎が発見した。
東亜天文学会木星・土星課長、月惑星研究会会長などを務めた平林勇に因んで名付けられた。